# 匝瑳市
匝瑳市（そうさし）は、千葉県の北東部に位置する市。
植木・苗木の産地として知られ、日本最大の栽培面積である。

## 地理
2006年（平成18年）1月23日に八日市場市と匝瑳郡野栄町が合併して誕生。「匝瑳（そうさ）」という市名は難読漢字の一つであり、これは市の前身が匝瑳郡一帯であったことに由来する。
千葉県北東部に位置し、県庁所在地である千葉市から約40キロメートルに位置する。東京都の都心からは70 - 80キロメートル圏内である。成田国際空港からは車で約30分の距離に位置する。
市の中央を東西にJR総武本線と国道126号が並走し、中央の西方を国道296号が南北に走る。北部は谷津田が入り組んだ複雑な地形の台地部。一方、南部は市街地を除いてほとんどが田園地帯となっており、白砂青松の続く九十九里浜に面する九十九里平野の平坦な地形である。
海岸線付近は浸食が顕著となっており、堀川浜海水浴場は2009年以降開設されていない。
主に海洋性気候であり、年間平均気温は15度と温暖で、夏涼しく冬暖かく、冬でもほとんど降雪はみられない。

### 地名の由来
匝瑳の地名の最古の記録は正倉院の庸調にみられる天平13年（741年）の記録とされる。
匝瑳の由来について、平安時代前期の『続日本後紀』によると物部小事が坂東を征した功により朝廷から下総国の一部を与えられ、匝瑳郡（さふさごおり）とし、小事の子孫は物部匝瑳氏を名乗るようになったという。
この匝瑳の語源については諸説あるが、『倭名類聚抄』には狭布佐（さふさ）とあり、「狭」は美しい、「布佐」は麻のことで、美しい麻のとれる土地を意味しているとする。当てられた漢字の「匝」は一巡して帰る意味をもち、訓読みで匝る（めぐる）と読む。また「瑳」は鮮やかといった意味で、訓読みで瑳やか（あざやか）、瑳く（みがく）と読む。

### 隣接する自治体
- 旭市
- 香取市
- 香取郡多古町
- 山武郡横芝光町

過去には匝瑳市発足の2006年1月25日から同年3月27日まで光町（現・横芝光町）と隣接していた。

## 歴史
|              |              |                  |                  |                  |                  |                  |              |              |            |              |   |        |
| 匝瑳郡福岡町 | A            | 匝瑳郡八日市場町 | 匝瑳郡八日市場町 | 匝瑳郡八日市場町 | 匝瑳郡八日市場町 | 匝瑳郡八日市場町 | D            | 八日市場市   | 八日市場市 | 八日市場市   | F | 匝瑳市 |
| 匝瑳郡豊栄村 | 匝瑳郡豊栄村 | 匝瑳郡豊栄村     | 匝瑳郡豊栄村     | 匝瑳郡豊栄村     | C                |                  | D            | 八日市場市   | 八日市場市 | 八日市場市   | F | 匝瑳市 |
| 匝瑳郡須賀村 |              |                  |                  |                  | C                |                  | D            | 八日市場市   | 八日市場市 | 八日市場市   | F | 匝瑳市 |
| 匝瑳郡匝瑳村 |              |                  |                  |                  | C                |                  | D            | 八日市場市   | 八日市場市 | 八日市場市   | F | 匝瑳市 |
| 香取郡豊和村 | 香取郡豊和村 | 香取郡豊和村     | B                | 匝瑳郡豊和村     | C                |                  | D            | 八日市場市   | 八日市場市 | 八日市場市   | F | 匝瑳市 |
| 香取郡吉田村 | 香取郡吉田村 | 香取郡吉田村     | B                | 匝瑳郡吉田村     | C                |                  | D            | 八日市場市   | 八日市場市 | 八日市場市   | F | 匝瑳市 |
| 香取郡飯高村 | 香取郡飯高村 | 香取郡飯高村     | B                | 匝瑳郡飯高村     | C                |                  | D            | 八日市場市   | 八日市場市 | 八日市場市   | F | 匝瑳市 |
| 匝瑳郡共興村 |              |                  |                  |                  | C                |                  | D            | 八日市場市   | 八日市場市 | 八日市場市   | F | 匝瑳市 |
| 匝瑳郡平和村 |              |                  |                  |                  | C                |                  | D            | 八日市場市   | 八日市場市 | 八日市場市   | F | 匝瑳市 |
| 匝瑳郡椿海村 |              |                  |                  |                  | C                |                  | D            | 八日市場市   | 八日市場市 | 八日市場市   | F | 匝瑳市 |
| 匝瑳郡野田村 | 匝瑳郡野田村 | 匝瑳郡野田村     | 匝瑳郡野田村     | 匝瑳郡野田村     | 匝瑳郡野田村     | 匝瑳郡野田村     | 匝瑳郡野田村 | 匝瑳郡野田村 | E          | 匝瑳郡野栄町 | F | 匝瑳市 |
| 匝瑳郡栄村   |              |                  |                  |                  |                  |                  |              |              | E          | 匝瑳郡野栄町 | F | 匝瑳市 |
|              |              |                  |                  |                  |                  |                  |              |              |            |              |   |        |

### 沿革

#### 匝瑳市発足前
- 1897年（明治30年）6月1日 - 八日市場駅が開業。
- 1946年（昭和21年）10月9日 - 成田鉄道多古線が廃止。
- 1970年（昭和45年）4月1日 - 国道296号が制定。

#### 匝瑳市発足後
- 2006年（平成18年）1月23日 - 八日市場市、匝瑳郡野栄町が合併し匝瑳市が発足。
- 2007年（平成19年）12月1日 - 防災行政無線が開局する。
- 2023年（令和5年）11月7日 - 環境省より脱炭素先行地域に認定される[5]。

### 行政区域変遷
- 変遷の年表

| 匝瑳市市域の変遷（年表） | 匝瑳市市域の変遷（年表） | 匝瑳市市域の変遷（年表） |
| 年                       | 月日                     | 現匝瑳市市域に関連する行政区域変遷 |
| ------------------------ | ------------------------ | --- |
| 1889年（明治22年）       | 4月1日                   | 町村制施行により、以下の町村がそれぞれ発足。 - 旧八日市場市 - 匝瑳郡 - 福岡町 ← 八日市場村・富谷村・籠部田村・下富谷村・米倉村 - 平和村 ← 川向村・平木村・東谷村・上谷中村・荻野村 - 椿海村 ← 椿村・春海村 - 匝瑳村 ← 松山村・中台村・生尾村・宮本村・山桑村・大浦村・長岡村 - 豊栄村 ← 飯倉村・富岡村・時曽根村・貝塚村・木積村・久方村・田久保村・新村・亀崎村 - 須賀村 ← 蕪里村・高野村・高村・横須賀村 - 共興村 ← 松山村・吉崎村・長谷村・東小笹村・西小笹村・登戸村 - 香取郡 - 吉田村 ← 吉田村・八辺村・入山崎村・南山崎村・南神崎村 - 飯高村 ← 飯高村・大掘村・金原村・安久山村・小高村・片子村 - 豊和村 ← 大寺村・内山村・飯塚村・米持村 - 旧野栄町 - 匝瑳郡 - 野田村 ← 野手村・今泉村・新堀村 - 栄村 ← 栢田村・新堀村・谷河原村 |
| 1915年（大正4年）        | 12月8日                  | 福岡町が改称し八日市場町になる。 |
| 1943年（昭和33年）       | 11月16日                 | 香取郡吉田村・飯高村・豊和村・日吉村が匝瑳郡に移行。 |
| 1954年（昭和29年）       | 3月31日                  | 八日市場町・平和村・椿海村・匝瑳村・豊栄村・須賀村・共興村・吉田村・飯高村・豊和村が合併し、 八日市場町が発足。 |
| 1954年（昭和29年）       | 7月1日                   | 八日市場町は市制施行により、八日市場市となる。 |
| 1954年（昭和29年）       | 7月17日                  | 栄村と野田村が合併して野栄町が発足。 |
| 2006年（平成18年）       | 1月23日                  | 八日市場市と野栄町が合併し匝瑳市が発足。 |

- 変遷表

| 匝瑳市市域の変遷表 | 匝瑳市市域の変遷表 | 匝瑳市市域の変遷表 | 匝瑳市市域の変遷表       | 匝瑳市市域の変遷表 | 匝瑳市市域の変遷表                        | 匝瑳市市域の変遷表                                                 | 匝瑳市市域の変遷表               | 匝瑳市市域の変遷表 |
| 1868年 以前        | 1868年 以前        | 1868年 以前        | 明治元年 - 明治22年      | 明治22年 4月1日    | 明治22年 - 昭和64年                       | 明治22年 - 昭和64年                                                | 平成元年 - 現在                  | 現在               |
| ------------------ | ------------------ | ------------------ | ------------------------ | ------------------ | ----------------------------------------- | ------------------------------------------------------------------ | -------------------------------- | ------------------ |
| 匝瑳郡             |                    | 八日市場村         | 八日市場村               | 福岡町             | 1915年（大正4年）12月8日 八日市場町に改称 | 1954年（昭和29年）3月31日 八日市場町 1954年（昭和29年）7月1日 市制 | 2006年（平成18年）1月23日 匝瑳市 | 匝瑳市             |
| 匝瑳郡             | 富谷村             |                    |                          | 福岡町             | 1915年（大正4年）12月8日 八日市場町に改称 | 1954年（昭和29年）3月31日 八日市場町 1954年（昭和29年）7月1日 市制 | 2006年（平成18年）1月23日 匝瑳市 | 匝瑳市             |
| 匝瑳郡             | 籠部田村           |                    |                          | 福岡町             | 1915年（大正4年）12月8日 八日市場町に改称 | 1954年（昭和29年）3月31日 八日市場町 1954年（昭和29年）7月1日 市制 | 2006年（平成18年）1月23日 匝瑳市 | 匝瑳市             |
| 匝瑳郡             | 下富谷村           |                    |                          | 福岡町             | 1915年（大正4年）12月8日 八日市場町に改称 | 1954年（昭和29年）3月31日 八日市場町 1954年（昭和29年）7月1日 市制 | 2006年（平成18年）1月23日 匝瑳市 | 匝瑳市             |
| 匝瑳郡             | 米倉村             |                    |                          | 福岡町             | 1915年（大正4年）12月8日 八日市場町に改称 | 1954年（昭和29年）3月31日 八日市場町 1954年（昭和29年）7月1日 市制 | 2006年（平成18年）1月23日 匝瑳市 | 匝瑳市             |
| 匝瑳郡             |                    | 川向村             | 川向村                   | 平和村             | 平和村                                    | 1954年（昭和29年）3月31日 八日市場町 1954年（昭和29年）7月1日 市制 | 2006年（平成18年）1月23日 匝瑳市 | 匝瑳市             |
| 匝瑳郡             | 平木村             |                    |                          | 平和村             | 平和村                                    | 1954年（昭和29年）3月31日 八日市場町 1954年（昭和29年）7月1日 市制 | 2006年（平成18年）1月23日 匝瑳市 | 匝瑳市             |
| 匝瑳郡             | 東谷村             |                    |                          | 平和村             | 平和村                                    | 1954年（昭和29年）3月31日 八日市場町 1954年（昭和29年）7月1日 市制 | 2006年（平成18年）1月23日 匝瑳市 | 匝瑳市             |
| 匝瑳郡             | 上谷中村           |                    |                          | 平和村             | 平和村                                    | 1954年（昭和29年）3月31日 八日市場町 1954年（昭和29年）7月1日 市制 | 2006年（平成18年）1月23日 匝瑳市 | 匝瑳市             |
| 匝瑳郡             | 荻野村             |                    |                          | 平和村             | 平和村                                    | 1954年（昭和29年）3月31日 八日市場町 1954年（昭和29年）7月1日 市制 | 2006年（平成18年）1月23日 匝瑳市 | 匝瑳市             |
| 匝瑳郡             |                    | 椿村               | 椿村                     | 椿海村             | 椿海村                                    | 1954年（昭和29年）3月31日 八日市場町 1954年（昭和29年）7月1日 市制 | 2006年（平成18年）1月23日 匝瑳市 | 匝瑳市             |
| 匝瑳郡             | 春海村             |                    |                          | 椿海村             | 椿海村                                    | 1954年（昭和29年）3月31日 八日市場町 1954年（昭和29年）7月1日 市制 | 2006年（平成18年）1月23日 匝瑳市 | 匝瑳市             |
| 匝瑳郡             |                    | 松山村             | 松山村                   | 匝瑳村             | 匝瑳村                                    | 1954年（昭和29年）3月31日 八日市場町 1954年（昭和29年）7月1日 市制 | 2006年（平成18年）1月23日 匝瑳市 | 匝瑳市             |
| 匝瑳郡             | 中台村             |                    |                          | 匝瑳村             | 匝瑳村                                    | 1954年（昭和29年）3月31日 八日市場町 1954年（昭和29年）7月1日 市制 | 2006年（平成18年）1月23日 匝瑳市 | 匝瑳市             |
| 匝瑳郡             | 生尾村             |                    |                          | 匝瑳村             | 匝瑳村                                    | 1954年（昭和29年）3月31日 八日市場町 1954年（昭和29年）7月1日 市制 | 2006年（平成18年）1月23日 匝瑳市 | 匝瑳市             |
| 匝瑳郡             | 宮本村             |                    |                          | 匝瑳村             | 匝瑳村                                    | 1954年（昭和29年）3月31日 八日市場町 1954年（昭和29年）7月1日 市制 | 2006年（平成18年）1月23日 匝瑳市 | 匝瑳市             |
| 匝瑳郡             | 山桑村             |                    |                          | 匝瑳村             | 匝瑳村                                    | 1954年（昭和29年）3月31日 八日市場町 1954年（昭和29年）7月1日 市制 | 2006年（平成18年）1月23日 匝瑳市 | 匝瑳市             |
| 匝瑳郡             | 大浦村             |                    |                          | 匝瑳村             | 匝瑳村                                    | 1954年（昭和29年）3月31日 八日市場町 1954年（昭和29年）7月1日 市制 | 2006年（平成18年）1月23日 匝瑳市 | 匝瑳市             |
| 匝瑳郡             | 長岡村             |                    |                          | 匝瑳村             | 匝瑳村                                    | 1954年（昭和29年）3月31日 八日市場町 1954年（昭和29年）7月1日 市制 | 2006年（平成18年）1月23日 匝瑳市 | 匝瑳市             |
| 匝瑳郡             |                    | 飯倉村             | 飯倉村                   | 豊栄村             | 豊栄村                                    | 1954年（昭和29年）3月31日 八日市場町 1954年（昭和29年）7月1日 市制 | 2006年（平成18年）1月23日 匝瑳市 | 匝瑳市             |
| 匝瑳郡             | 富岡村             |                    |                          | 豊栄村             | 豊栄村                                    | 1954年（昭和29年）3月31日 八日市場町 1954年（昭和29年）7月1日 市制 | 2006年（平成18年）1月23日 匝瑳市 | 匝瑳市             |
| 匝瑳郡             | 時曽根村           |                    |                          | 豊栄村             | 豊栄村                                    | 1954年（昭和29年）3月31日 八日市場町 1954年（昭和29年）7月1日 市制 | 2006年（平成18年）1月23日 匝瑳市 | 匝瑳市             |
| 匝瑳郡             | 貝塚村             |                    |                          | 豊栄村             | 豊栄村                                    | 1954年（昭和29年）3月31日 八日市場町 1954年（昭和29年）7月1日 市制 | 2006年（平成18年）1月23日 匝瑳市 | 匝瑳市             |
| 匝瑳郡             | 木積村             |                    |                          | 豊栄村             | 豊栄村                                    | 1954年（昭和29年）3月31日 八日市場町 1954年（昭和29年）7月1日 市制 | 2006年（平成18年）1月23日 匝瑳市 | 匝瑳市             |
| 匝瑳郡             | 久方村             |                    |                          | 豊栄村             | 豊栄村                                    | 1954年（昭和29年）3月31日 八日市場町 1954年（昭和29年）7月1日 市制 | 2006年（平成18年）1月23日 匝瑳市 | 匝瑳市             |
| 匝瑳郡             | 田久保村           |                    |                          | 豊栄村             | 豊栄村                                    | 1954年（昭和29年）3月31日 八日市場町 1954年（昭和29年）7月1日 市制 | 2006年（平成18年）1月23日 匝瑳市 | 匝瑳市             |
| 匝瑳郡             | 新村               |                    |                          | 豊栄村             | 豊栄村                                    | 1954年（昭和29年）3月31日 八日市場町 1954年（昭和29年）7月1日 市制 | 2006年（平成18年）1月23日 匝瑳市 | 匝瑳市             |
| 匝瑳郡             | 亀崎村             |                    |                          | 豊栄村             | 豊栄村                                    | 1954年（昭和29年）3月31日 八日市場町 1954年（昭和29年）7月1日 市制 | 2006年（平成18年）1月23日 匝瑳市 | 匝瑳市             |
| 匝瑳郡             |                    | 蕪里村             | 蕪里村                   | 須賀村             | 須賀村                                    | 1954年（昭和29年）3月31日 八日市場町 1954年（昭和29年）7月1日 市制 | 2006年（平成18年）1月23日 匝瑳市 | 匝瑳市             |
| 匝瑳郡             | 高野村             |                    |                          | 須賀村             | 須賀村                                    | 1954年（昭和29年）3月31日 八日市場町 1954年（昭和29年）7月1日 市制 | 2006年（平成18年）1月23日 匝瑳市 | 匝瑳市             |
| 匝瑳郡             | 高村               |                    |                          | 須賀村             | 須賀村                                    | 1954年（昭和29年）3月31日 八日市場町 1954年（昭和29年）7月1日 市制 | 2006年（平成18年）1月23日 匝瑳市 | 匝瑳市             |
| 匝瑳郡             | 横須賀村           |                    |                          | 須賀村             | 須賀村                                    | 1954年（昭和29年）3月31日 八日市場町 1954年（昭和29年）7月1日 市制 | 2006年（平成18年）1月23日 匝瑳市 | 匝瑳市             |
| 匝瑳郡             |                    | 松山村             | 松山村                   | 共興村             | 共興村                                    | 1954年（昭和29年）3月31日 八日市場町 1954年（昭和29年）7月1日 市制 | 2006年（平成18年）1月23日 匝瑳市 | 匝瑳市             |
| 匝瑳郡             | 吉崎村             |                    |                          | 共興村             | 共興村                                    | 1954年（昭和29年）3月31日 八日市場町 1954年（昭和29年）7月1日 市制 | 2006年（平成18年）1月23日 匝瑳市 | 匝瑳市             |
| 匝瑳郡             | 長谷村             |                    |                          | 共興村             | 共興村                                    | 1954年（昭和29年）3月31日 八日市場町 1954年（昭和29年）7月1日 市制 | 2006年（平成18年）1月23日 匝瑳市 | 匝瑳市             |
| 匝瑳郡             | 東小笹村           |                    |                          | 共興村             | 共興村                                    | 1954年（昭和29年）3月31日 八日市場町 1954年（昭和29年）7月1日 市制 | 2006年（平成18年）1月23日 匝瑳市 | 匝瑳市             |
| 匝瑳郡             | 西小笹村           |                    |                          | 共興村             | 共興村                                    | 1954年（昭和29年）3月31日 八日市場町 1954年（昭和29年）7月1日 市制 | 2006年（平成18年）1月23日 匝瑳市 | 匝瑳市             |
| 匝瑳郡             | 登戸村             |                    |                          | 共興村             | 共興村                                    | 1954年（昭和29年）3月31日 八日市場町 1954年（昭和29年）7月1日 市制 | 2006年（平成18年）1月23日 匝瑳市 | 匝瑳市             |
| 香取郡             |                    | 吉田村             | 吉田村                   | 吉田村             | 1943年（昭和18年）11月1日 匝瑳郡に移行    | 1954年（昭和29年）3月31日 八日市場町 1954年（昭和29年）7月1日 市制 | 2006年（平成18年）1月23日 匝瑳市 | 匝瑳市             |
| 香取郡             | 八辺村             |                    |                          | 吉田村             | 1943年（昭和18年）11月1日 匝瑳郡に移行    | 1954年（昭和29年）3月31日 八日市場町 1954年（昭和29年）7月1日 市制 | 2006年（平成18年）1月23日 匝瑳市 | 匝瑳市             |
| 香取郡             | 入山崎村           |                    |                          | 吉田村             | 1943年（昭和18年）11月1日 匝瑳郡に移行    | 1954年（昭和29年）3月31日 八日市場町 1954年（昭和29年）7月1日 市制 | 2006年（平成18年）1月23日 匝瑳市 | 匝瑳市             |
| 香取郡             | 南山崎村           |                    |                          | 吉田村             | 1943年（昭和18年）11月1日 匝瑳郡に移行    | 1954年（昭和29年）3月31日 八日市場町 1954年（昭和29年）7月1日 市制 | 2006年（平成18年）1月23日 匝瑳市 | 匝瑳市             |
| 香取郡             | 南神崎村           |                    |                          | 吉田村             | 1943年（昭和18年）11月1日 匝瑳郡に移行    | 1954年（昭和29年）3月31日 八日市場町 1954年（昭和29年）7月1日 市制 | 2006年（平成18年）1月23日 匝瑳市 | 匝瑳市             |
| 香取郡             |                    | 飯高村             | 飯高村                   | 飯高村             | 1943年（昭和18年）11月1日 匝瑳郡に移行    | 1954年（昭和29年）3月31日 八日市場町 1954年（昭和29年）7月1日 市制 | 2006年（平成18年）1月23日 匝瑳市 | 匝瑳市             |
| 香取郡             | 大掘村             |                    |                          | 飯高村             | 1943年（昭和18年）11月1日 匝瑳郡に移行    | 1954年（昭和29年）3月31日 八日市場町 1954年（昭和29年）7月1日 市制 | 2006年（平成18年）1月23日 匝瑳市 | 匝瑳市             |
| 香取郡             | 金原村             |                    |                          | 飯高村             | 1943年（昭和18年）11月1日 匝瑳郡に移行    | 1954年（昭和29年）3月31日 八日市場町 1954年（昭和29年）7月1日 市制 | 2006年（平成18年）1月23日 匝瑳市 | 匝瑳市             |
| 香取郡             | 安久山村           |                    |                          | 飯高村             | 1943年（昭和18年）11月1日 匝瑳郡に移行    | 1954年（昭和29年）3月31日 八日市場町 1954年（昭和29年）7月1日 市制 | 2006年（平成18年）1月23日 匝瑳市 | 匝瑳市             |
| 香取郡             | 小高村             |                    |                          | 飯高村             | 1943年（昭和18年）11月1日 匝瑳郡に移行    | 1954年（昭和29年）3月31日 八日市場町 1954年（昭和29年）7月1日 市制 | 2006年（平成18年）1月23日 匝瑳市 | 匝瑳市             |
| 香取郡             | 片子村             |                    |                          | 飯高村             | 1943年（昭和18年）11月1日 匝瑳郡に移行    | 1954年（昭和29年）3月31日 八日市場町 1954年（昭和29年）7月1日 市制 | 2006年（平成18年）1月23日 匝瑳市 | 匝瑳市             |
| 香取郡             |                    | 大寺村             | 大寺村                   | 豊和村             | 1943年（昭和18年）11月1日 匝瑳郡に移行    | 1954年（昭和29年）3月31日 八日市場町 1954年（昭和29年）7月1日 市制 | 2006年（平成18年）1月23日 匝瑳市 | 匝瑳市             |
| 香取郡             | 内山村             |                    |                          | 豊和村             | 1943年（昭和18年）11月1日 匝瑳郡に移行    | 1954年（昭和29年）3月31日 八日市場町 1954年（昭和29年）7月1日 市制 | 2006年（平成18年）1月23日 匝瑳市 | 匝瑳市             |
| 香取郡             | 飯塚村             |                    |                          | 豊和村             | 1943年（昭和18年）11月1日 匝瑳郡に移行    | 1954年（昭和29年）3月31日 八日市場町 1954年（昭和29年）7月1日 市制 | 2006年（平成18年）1月23日 匝瑳市 | 匝瑳市             |
| 香取郡             | 米持村             |                    |                          | 豊和村             | 1943年（昭和18年）11月1日 匝瑳郡に移行    | 1954年（昭和29年）3月31日 八日市場町 1954年（昭和29年）7月1日 市制 | 2006年（平成18年）1月23日 匝瑳市 | 匝瑳市             |
| 匝瑳郡             |                    | 野手村             | 野手村                   | 野田村             | 野田村                                    | 1954年（昭和29年）7月17日 野栄町                                   | 2006年（平成18年）1月23日 匝瑳市 | 匝瑳市             |
| 匝瑳郡             | 今泉村             |                    |                          | 野田村             | 野田村                                    | 1954年（昭和29年）7月17日 野栄町                                   | 2006年（平成18年）1月23日 匝瑳市 | 匝瑳市             |
| 匝瑳郡             | 新堀村             |                    |                          | 野田村             | 野田村                                    | 1954年（昭和29年）7月17日 野栄町                                   | 2006年（平成18年）1月23日 匝瑳市 | 匝瑳市             |
| 匝瑳郡             |                    | 東栢田村           | 1876年（明治9年） 栢田村 | 栄村               | 栄村                                      | 1954年（昭和29年）7月17日 野栄町                                   | 2006年（平成18年）1月23日 匝瑳市 | 匝瑳市             |
| 匝瑳郡             | 西栢田村           |                    | 1876年（明治9年） 栢田村 | 栄村               | 栄村                                      | 1954年（昭和29年）7月17日 野栄町                                   | 2006年（平成18年）1月23日 匝瑳市 | 匝瑳市             |
| 匝瑳郡             | 新堀村             |                    |                          | 栄村               | 栄村                                      | 1954年（昭和29年）7月17日 野栄町                                   | 2006年（平成18年）1月23日 匝瑳市 | 匝瑳市             |
| 匝瑳郡             | 谷河原村           |                    |                          | 栄村               | 栄村                                      | 1954年（昭和29年）7月17日 野栄町                                   | 2006年（平成18年）1月23日 匝瑳市 | 匝瑳市             |

## 人口
平成27年国勢調査より前回調査からの人口増減をみると、6.41%減の37,261人であり、増減率は千葉県下54市町村中41位、60行政区域中47位。
| |                                        |  |
| 匝瑳市と全国の年齢別人口分布（2005年） | 匝瑳市の年齢・男女別人口分布（2005年） |  |
| ■紫色 ― 匝瑳市 ■緑色 ― 日本全国 | ■青色 ― 男性 ■赤色 ― 女性              |  |
| 匝瑳市（に相当する地域）の人口の推移 \| 1970年（昭和45年） \| 40,186人 \| \| \| 1975年（昭和50年） \| 40,559人 \| \| \| 1980年（昭和55年） \| 41,160人 \| \| \| 1985年（昭和60年） \| 42,226人 \| \| \| 1990年（平成2年） \| 42,261人 \| \| \| 1995年（平成7年） \| 43,357人 \| \| \| 2000年（平成12年） \| 42,914人 \| \| \| 2005年（平成17年） \| 42,086人 \| \| \| 2010年（平成22年） \| 39,814人 \| \| \| 2015年（平成27年） \| 37,261人 \| \| \| 2020年（令和2年） \| 35,040人 \| \| |                                        |  |
| 総務省統計局 国勢調査より |                                        |  |
| 1970年（昭和45年） | 40,186人                               |  |
| 1975年（昭和50年） | 40,559人                               |  |
| 1980年（昭和55年） | 41,160人                               |  |
| 1985年（昭和60年） | 42,226人                               |  |
| 1990年（平成2年） | 42,261人                               |  |
| 1995年（平成7年） | 43,357人                               |  |
| 2000年（平成12年） | 42,914人                               |  |
| 2005年（平成17年） | 42,086人                               |  |
| 2010年（平成22年） | 39,814人                               |  |
| 2015年（平成27年） | 37,261人                               |  |
| 2020年（令和2年） | 35,040人                               |  |

## 行政

### 市長
- 市長：宮内康幸（2022年（令和4年）2月26日就任）[7]

歴代市長
- 初代：江波戸辰夫（えばとたつお）（2006年（平成18年）2月26日 - 2010年（平成22年）2月25日、旧八日市場市長）
- 2 - 4代：太田安規（2010年（平成22年）2月26日 - 2022年（令和4年）2月25日）

### 役所
- 匝瑳市役所 （旧八日市場市役所）
  - （本庁舎） 
    - 匝瑳市八日市場ハ793番地2
- 野栄総合支所 （旧野栄町役場） 
  - 匝瑳市今泉6474番地

住所表記
- 八日市場地区はイ・ロ・ハ・ニ・ホは前に「八日市場」が付くが、他は変更なし。
  - 例1：八日市場市イ→匝瑳市八日市場イ
  - 例2：八日市場市飯倉→匝瑳市飯倉
- 野栄地区は匝瑳市の後に旧大字名が付く
  - 例：匝瑳郡野栄町野手→匝瑳市野手

### 警察・消防

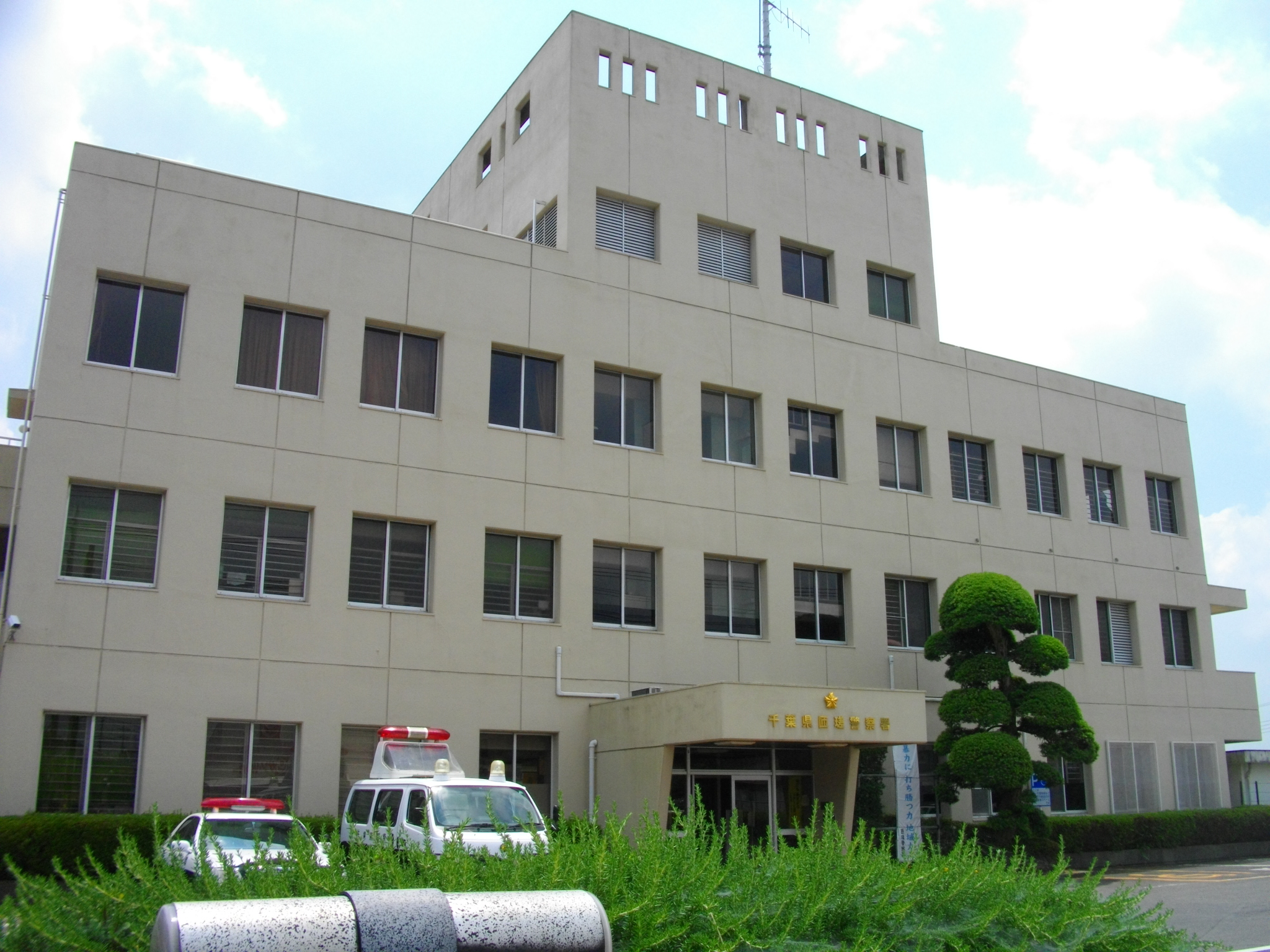
匝瑳警察署

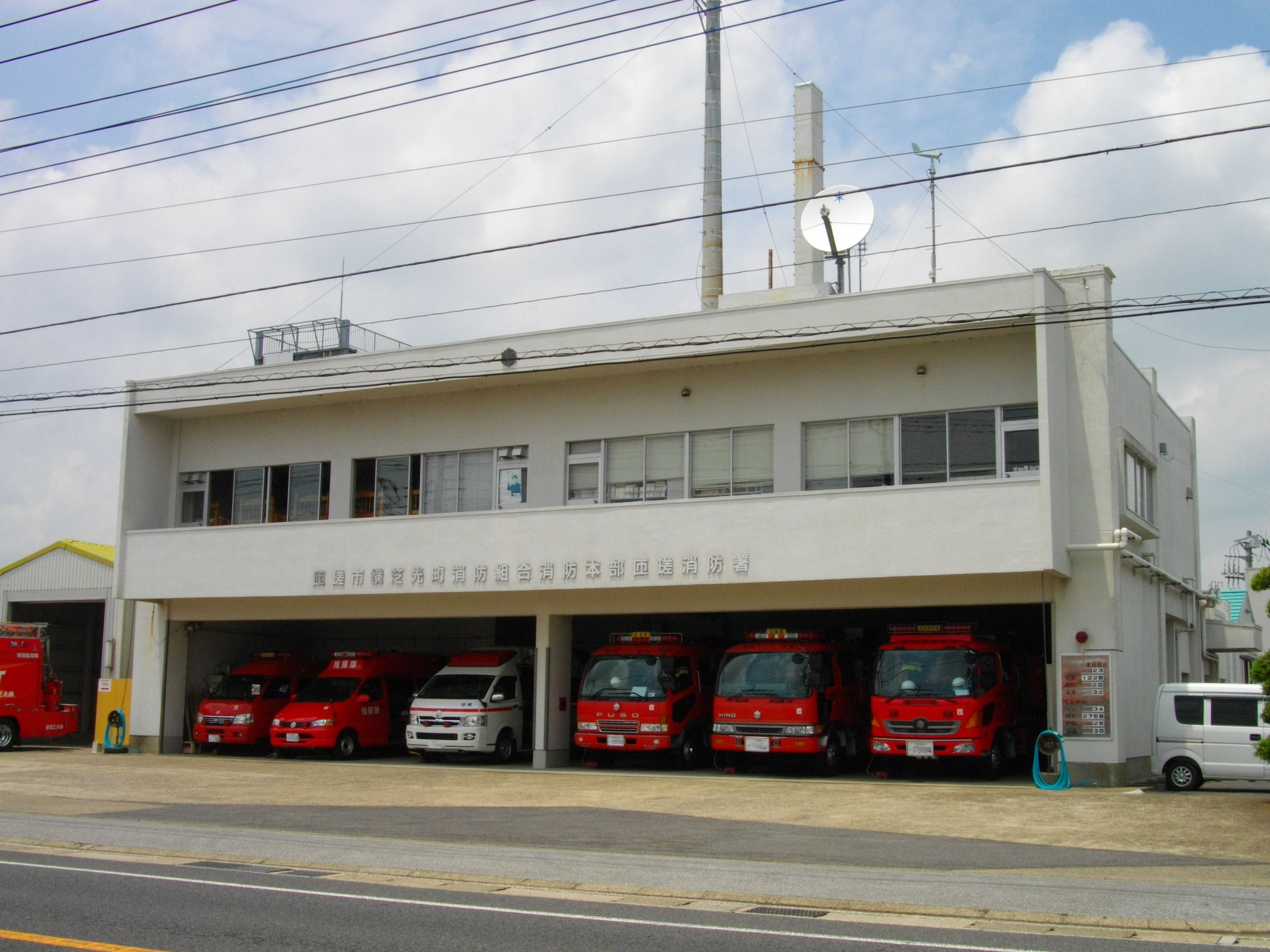
匝瑳市横芝光町消防組合消防本部

- 匝瑳警察署（匝瑳市全域を管轄）
- 匝瑳市横芝光町消防組合
  - 匝瑳消防署（消防本部内）
    - 匝瑳市八日市場ホ715番地

  - 野栄分署 
    - 匝瑳市今泉6521番地8
- 消防団（全14分団）

- 中央分団 中央地区
- 匝瑳分団 匝瑳地区
- 豊栄分団 豊栄地区
- 吉田分団 吉田地区
- 飯高分団 飯高地区
- 豊和分団 豊和地区
- 椿海分団 椿海地区
- 平和分団 平和地区
- 共興分団 共興地区
- 須賀分団 須賀地区
- 野田分団 野田地区
- 栄分団 栄地区

### 国の機関
- 千葉地方裁判所 八日市場支部、千葉家庭裁判所八日市場支部
- 八日市場簡易裁判所
- 法務省 千葉地方検察庁 八日市場支部
- 法務省 八日市場区検察庁 、銚子区検察庁、東金区検察庁
- 法務省 千葉地方法務局 匝瑳支局

### 県の機関
- 千葉県海匝土木事務所
- 千葉県海匝健康福祉センター（八日市場地域保健センター）＝保健所
- 千葉県海匝農業事務所

### 立法

#### 市政
- 匝瑳市議会
- 定数：18名[8]

#### 県政
- 千葉県議会
- 選挙区：匝瑳市選挙区
- 定数：1名

#### 国政
- 衆議院
  - 選挙区：全域が千葉県第10区に属する。
- 参議院
  - 選挙区：千葉県選挙区に属する。

## 経済

### 産業

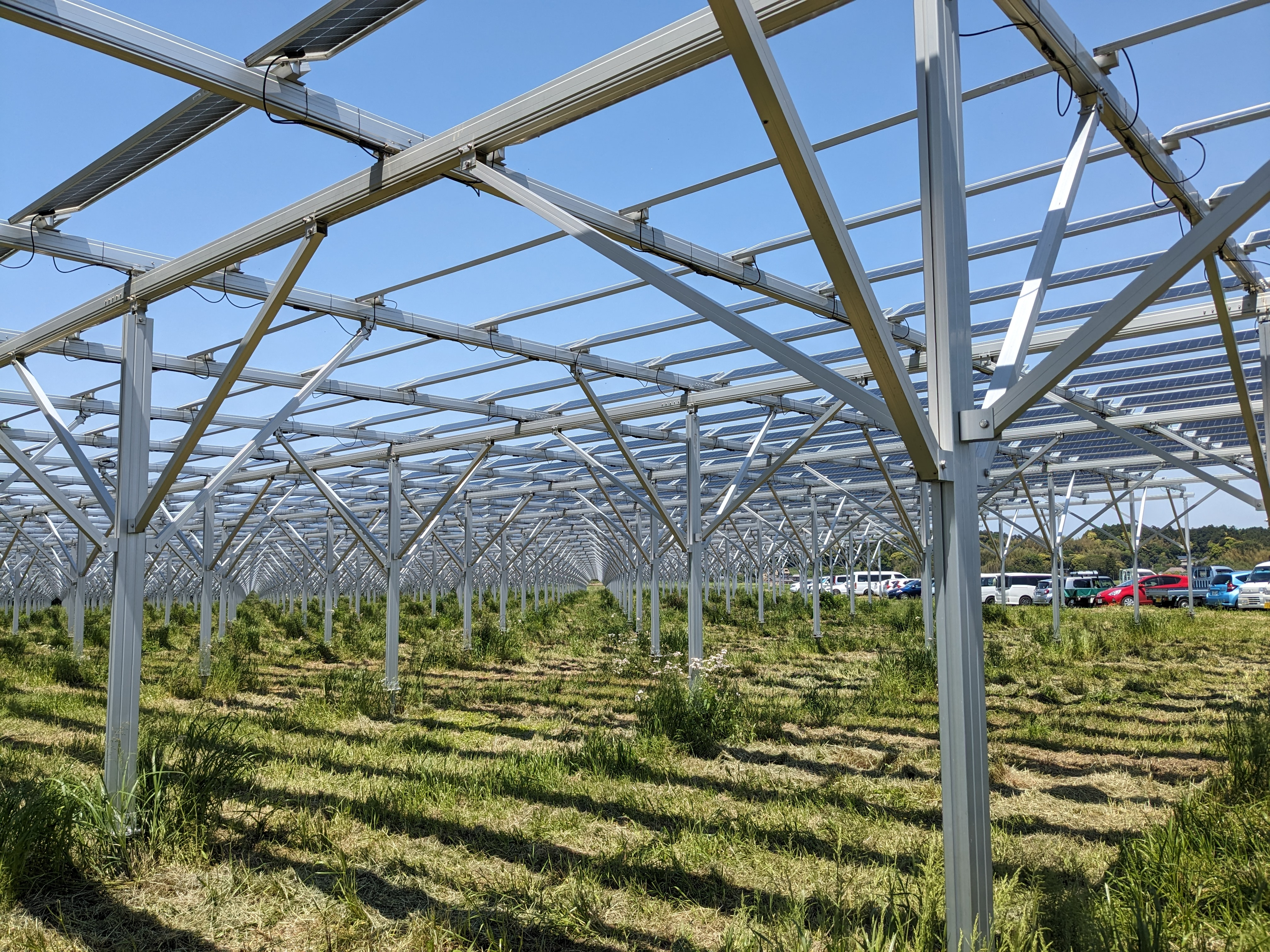
千葉県匝瑳市にある営農型太陽光発電の事例

第1次産業が盛んである。旧八日市場市は植木（苗木）の産地であり、匝瑳市は日本最大の植木栽培面積となっている。また、大浦地区では成田山新勝寺に奉納する大浦ゴボウの栽培が古くから行われている。
農地の上空に太陽光パネルを設置し、農業と太陽光発電を両立させることが可能な営農型太陽光発電（ソーラーシェアリング）が盛んであり、2024年5月現在市内には約40ヵ所ほどの営農型太陽光発電所が存在する。

#### 商業
モータリゼーションの進行により、国道126号沿線にロードサイド店舗が見られる。
- 匝瑳市商工会館

主な商業施設
- ショッピングセンターチャオ（核店舗：業務スーパー八日市場店）
- カインズホームスーパーセンター八日市場店（ベイシアも併設）
- カスミ匝瑳店
- ケーズデンキ匝瑳店

金融機関
- 千葉銀行
- 千葉興業銀行
- 京葉銀行
- 銚子信用金庫

#### 本社・本店を置く企業
- ササモト
- タイヘイ

## 地域

### 施設

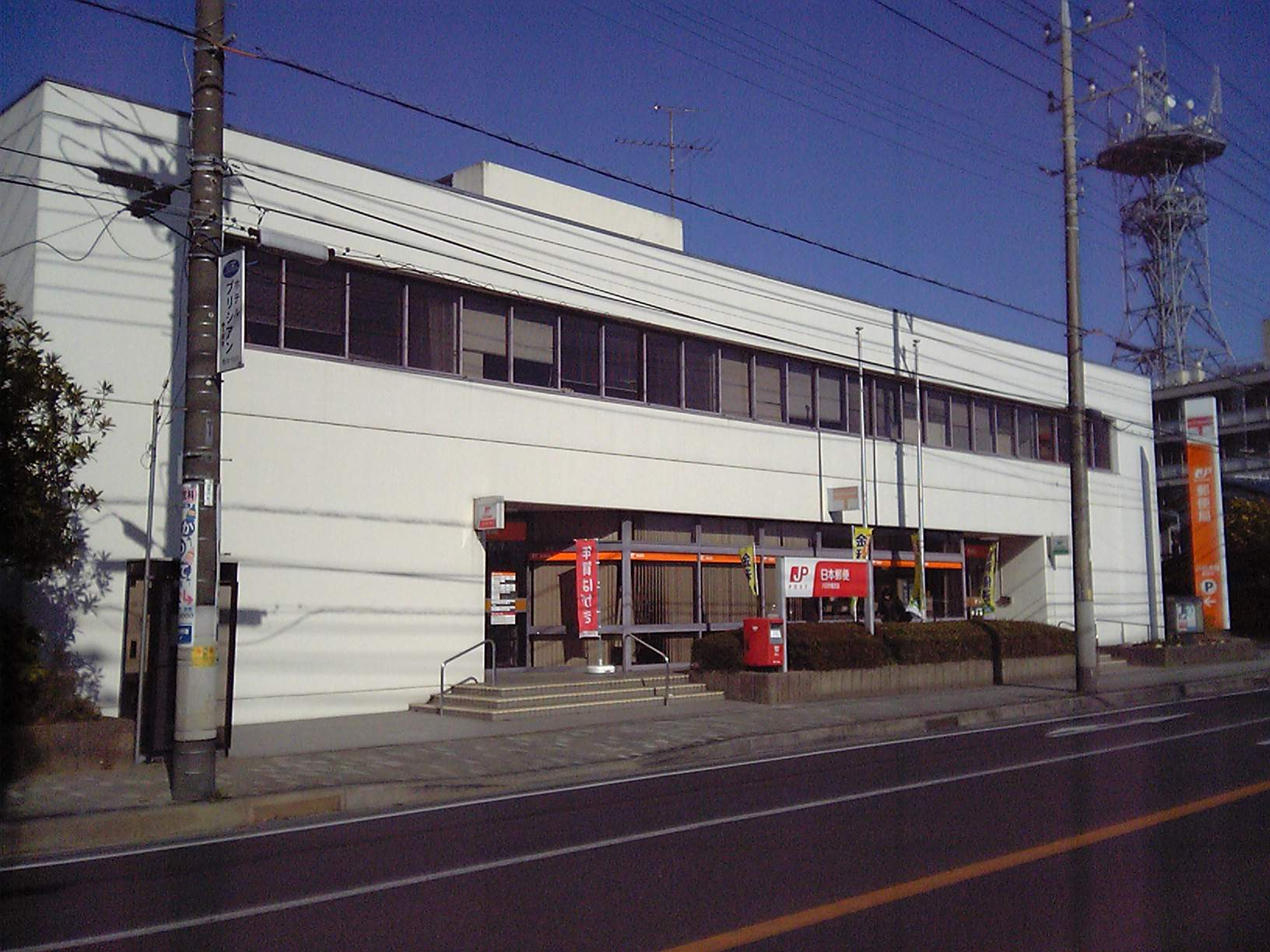
八日市場郵便局
- 八日市場自動車教習所
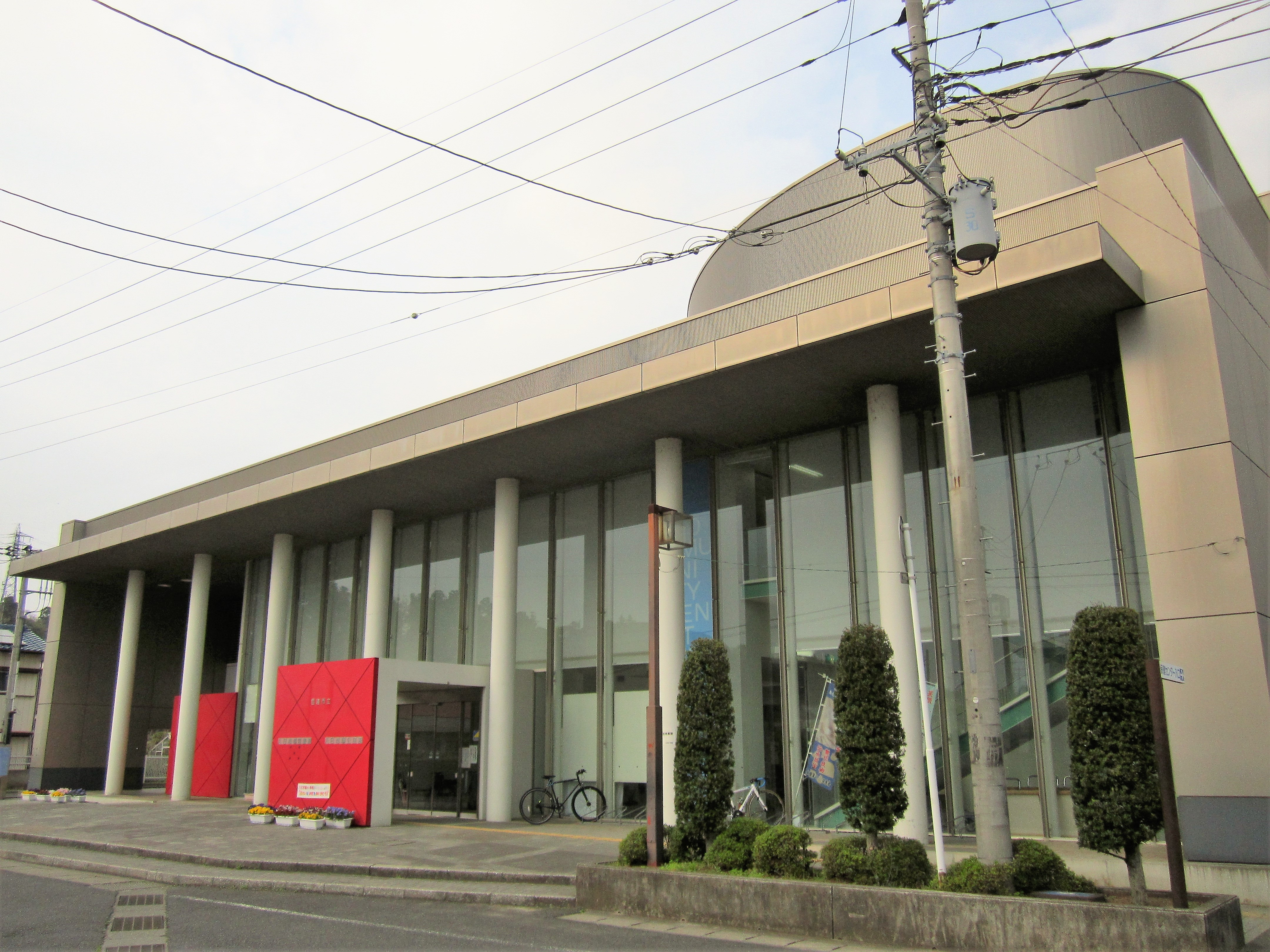
匝瑳市立八日市場図書館
- 八日市場公民館

- 八日市場郵便局
- 匝瑳市立八日市場図書館・八日市場公民館

### 教育

#### 高等学校

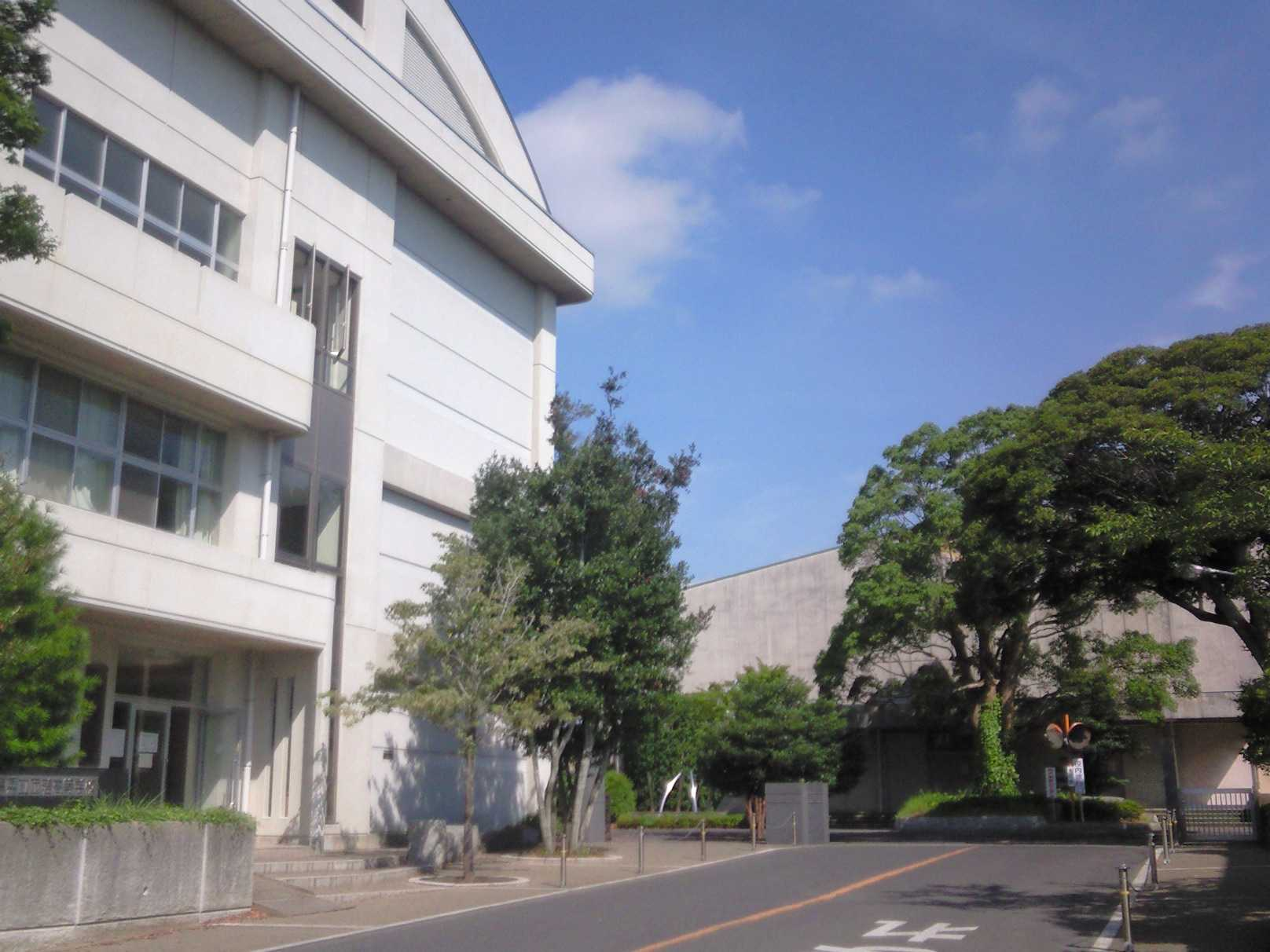
千葉県立匝瑳高等学校

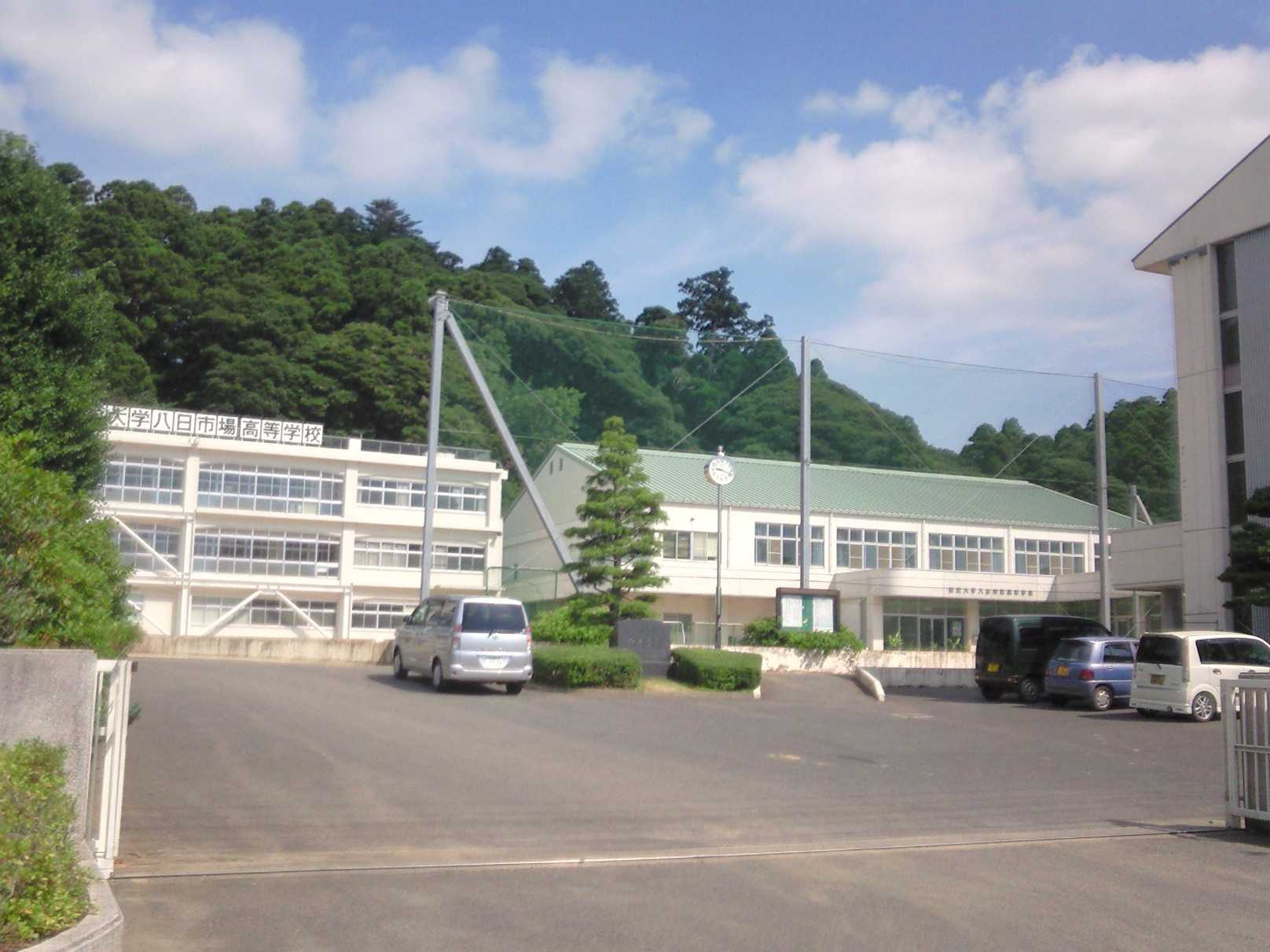
敬愛大学八日市場高等学校

- 千葉県立匝瑳高等学校
- 敬愛大学八日市場高等学校

#### 中学校
- 匝瑳市立八日市場第一中学校
- 匝瑳市立八日市場第二中学校
- 匝瑳市立野栄中学校

#### 小学校
- 匝瑳市立平和小学校
- 匝瑳市立椿海小学校
- 匝瑳市立八日市場小学校
- 匝瑳市立豊栄小学校
- 匝瑳市立須賀小学校
- 匝瑳市立共興小学校
- 匝瑳市立吉田小学校
- 匝瑳市立豊和小学校
- 匝瑳市立栄小学校
- 匝瑳市立野田小学校

#### 特別支援学校
- 千葉県立八日市場特別支援学校
- 千葉県立飯高特別支援学校

## 交通

### 鉄道路線
東日本旅客鉄道（JR東日本）
■ 総武本線
- - 飯倉駅 - 八日市場駅 -

八日市場駅（JR東日本）

※1911年（明治44年）から1946年（昭和21年）までは八日市場駅終点の成田鉄道多古線が通っており、 下総吉田駅、豊栄駅、西八日市場駅の各駅が存在した。

### バス路線

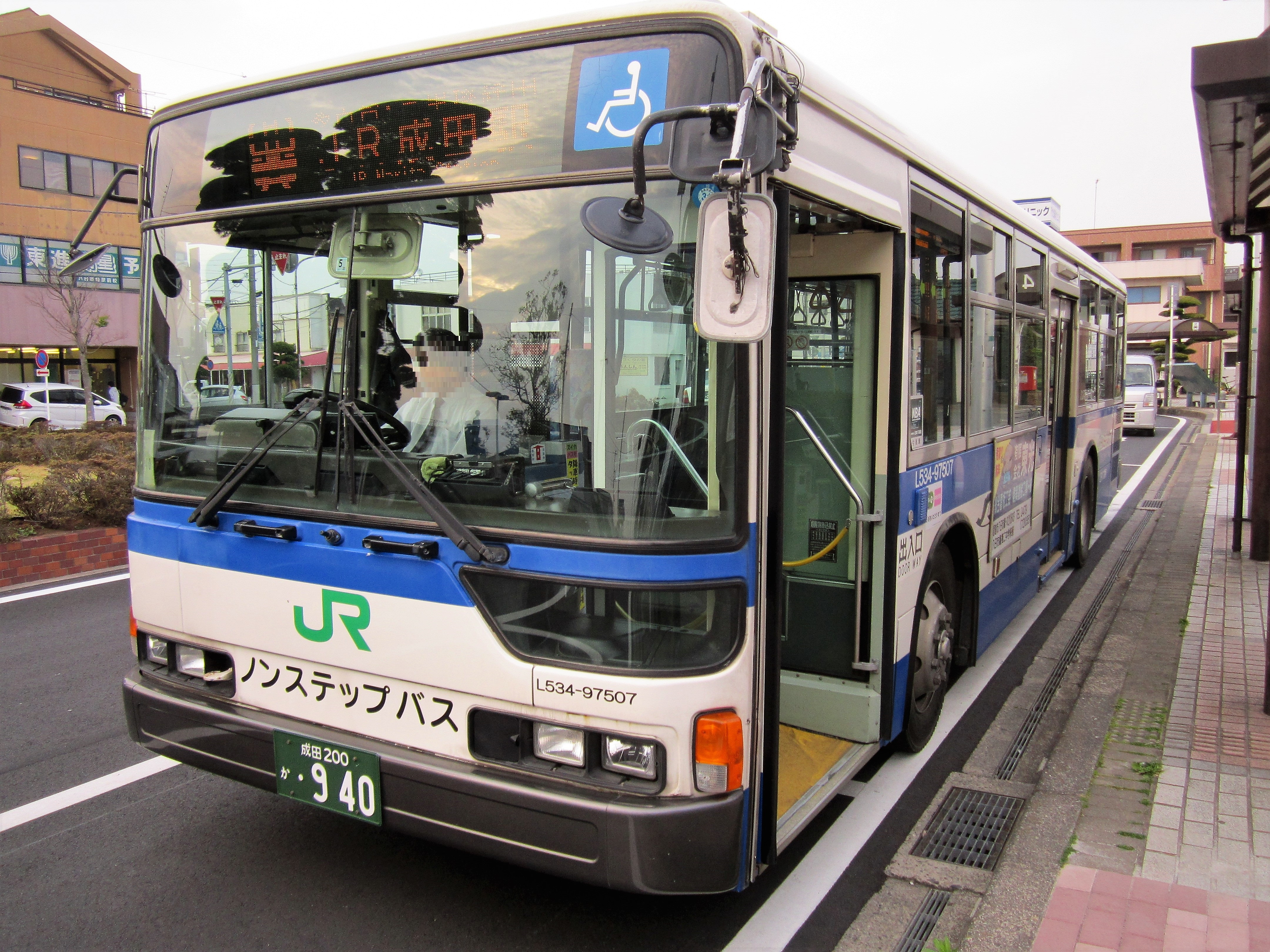
ジェイアールバス関東

- ジェイアールバス関東
  - 成田空港支店
- 京成バス千葉イースト
- 匝瑳市内循環バス

#### 高速バス
東京銚子線「横芝光・旭ルート」
- バスターミナル東京八重洲 ⇔ 横芝光IC - 飯倉台 - 八日市場駅 - 匝瑳市役所 - 干潟駅 - 旭中央病院東 - 銚子駅
  - 京成バス・京成バス千葉イーストが共同運行

### 道路
高速道路
- 銚子連絡道路
  - 匝瑳西IC - 匝瑳IC

一般国道
- 国道126号

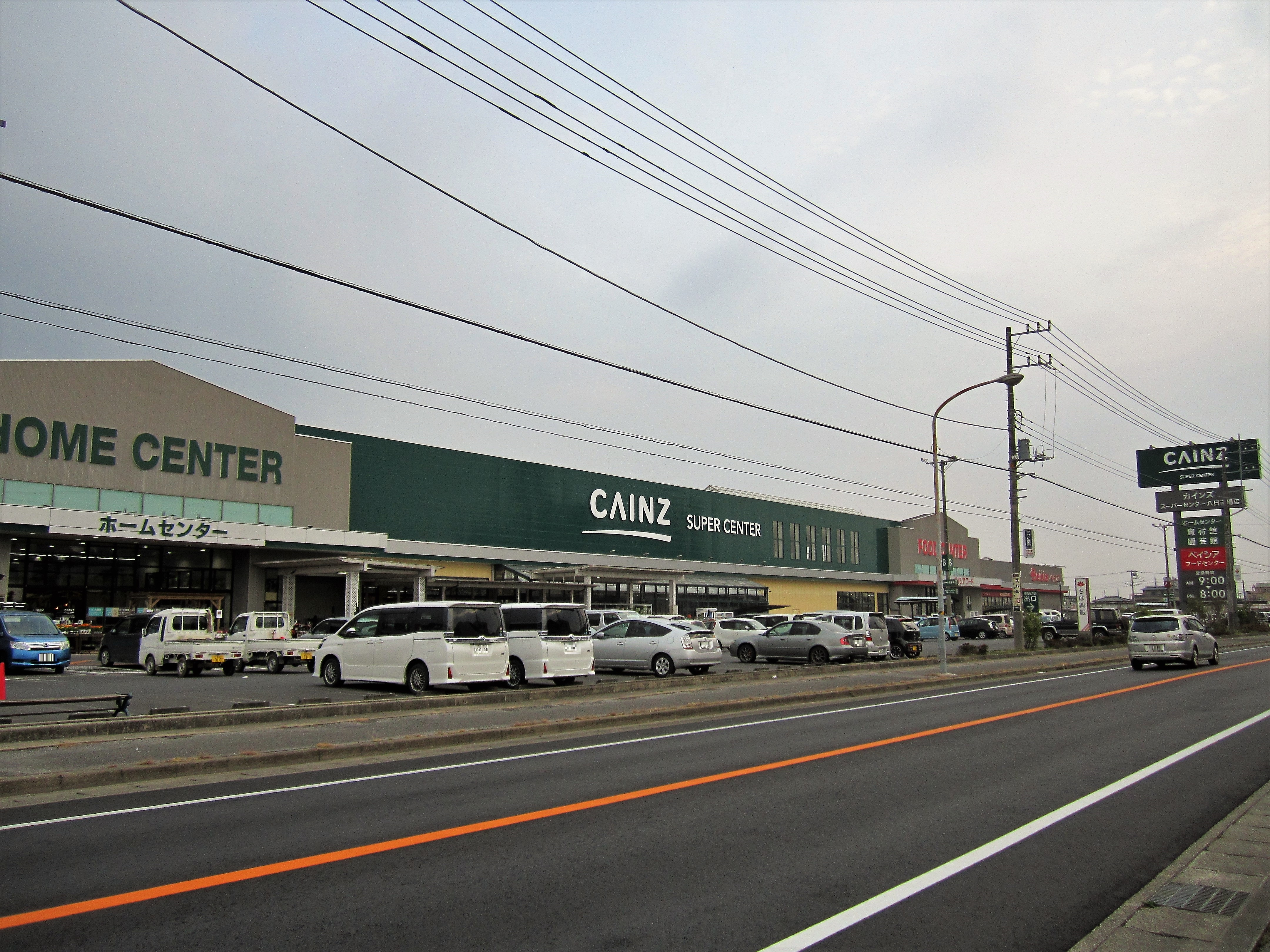
国道126号（八日市場ロ）

  - かつて国道126号であった区間は現在、県道や市道へと降格している。詳細は上記または千葉県道104号八日市場井戸野旭線を参照。
- 国道296号

主要地方道
- 千葉県道16号佐原八日市場線
- 千葉県道30号飯岡一宮線（九十九里ビーチライン）
- 千葉県道45号八日市場八街線
- 千葉県道48号八日市場野栄線
- 千葉県道49号八日市場栄線
- 千葉県道56号佐原椿海線
- 千葉県道74号多古笹本線

都道府県道
- 千葉県道104号八日市場井戸野旭線
- 千葉県道106号八日市場佐倉線
- 千葉県道109号横芝停車場吉田線
- 千葉県道114号八日市場山田線
- 千葉県道122号飯岡片貝線
- 千葉県道149号八日市場府馬線
- 千葉県道212号八日市場停車場線
- 千葉県道299号平和共興線

自転車道
- 千葉県道408号飯岡九十九里自転車道線

農道
- 東総広域農道

## 名所・旧跡・観光スポット・祭事・催事

### 名所・旧跡
- 老尾神社

八重垣神社

見徳寺

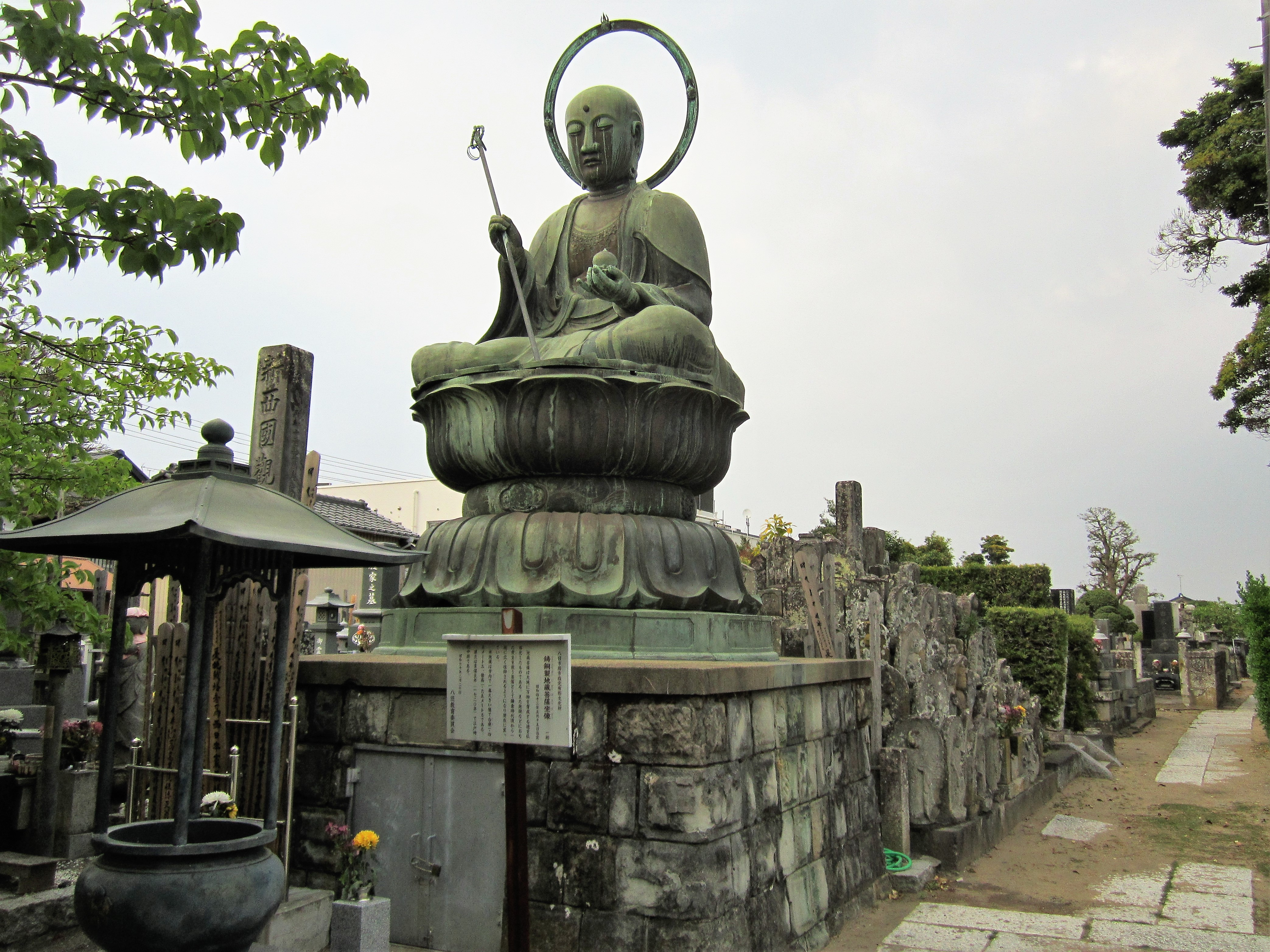
見徳寺の鋳銅製地蔵菩薩坐像

  - 崇神天皇7年の創建と伝えられ、物部小事との関係も伝えられている。式内社、明治以降の社格は郷社。詳細は生尾神社の項目または匝瑳市のホームページを参考。
- 熊野神社
- 八重垣神社
- 飯高寺（飯高檀林跡）
- 妙広寺
- 長徳寺
  - 屋敷と呼ばれている畑地にあった、常光寺の僧によって建てられた小坊寺の地蔵院が、寺院形態を整えてできた真言宗智山派の寺。
- 長福寺
  - 川向にある。真言宗智山派。毎年の正月の節分法会が豪華。
- 龍尾寺
  - 印旛沼の竜伝承において龍の尾が見つかった地とされる。
- 見徳寺
- 曽我兄弟ノ宮
- 須賀ハリストス正教会
  - 1899年（明治32年） - 東京府東京市神田区（現：東京都千代田区神田）のニコライ大主教から贈られた「機密の晩餐」「聖母子」「ハリストス」など10画からなる油絵のイコン（聖画）が収蔵されている。これらは、山下りんが描いたものである。

### 観光スポット
- 松山庭園美術館

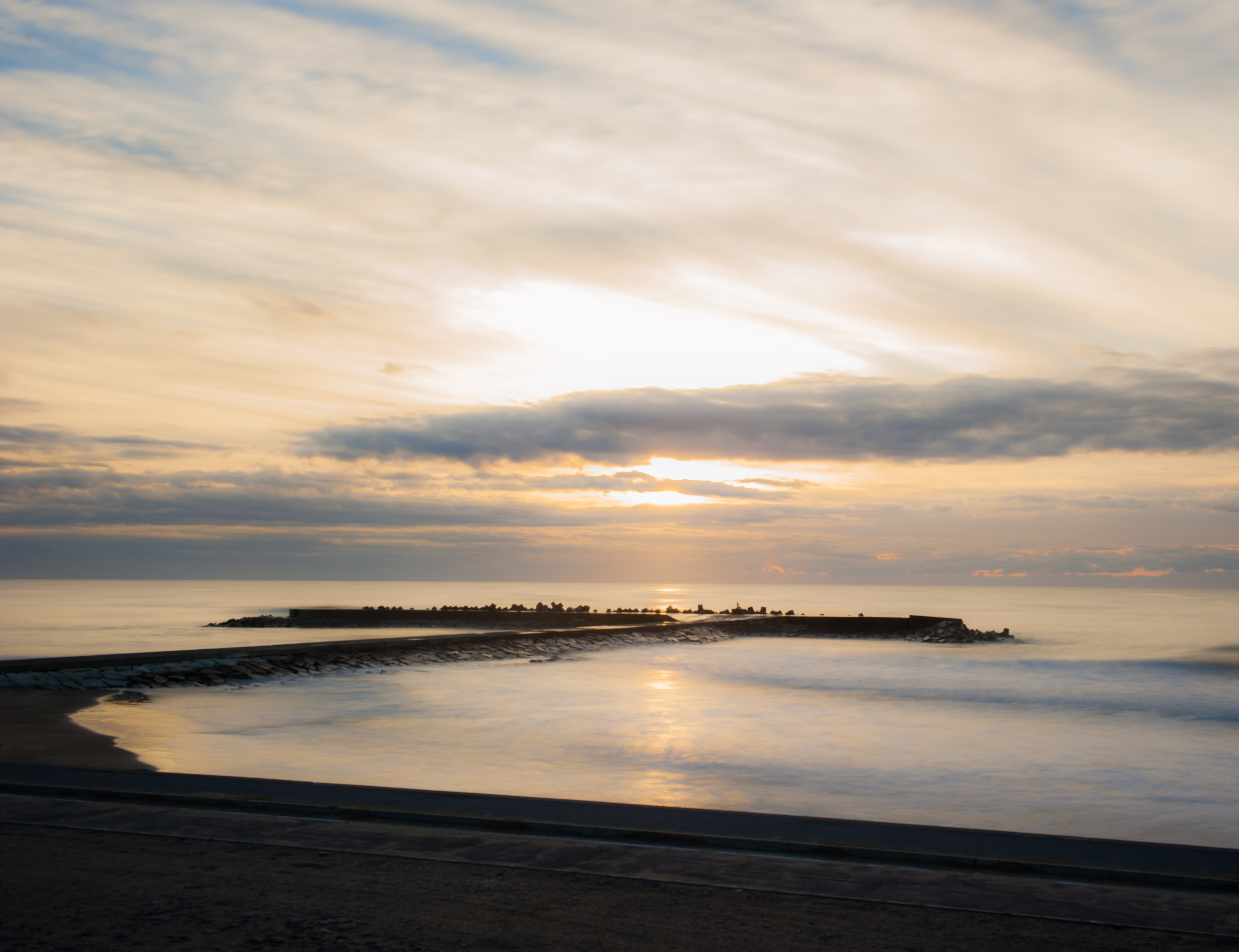
九十九里浜（吉崎浜）

  - 芸術家の此木三紅大のコレクションとアトリエを公開したもの。
- ふれあいパーク八日市場
  - 正式名称「都市と農村総合交流ターミナル ふれあいパーク八日市場」は、地場産業の振興と地域の活性化、都市と農村の交流を目的に、匝瑳市が設置・管理をしている。
- 天神山公園
- 野栄ふれあい公園

### 祭事・催事
- よかっぺ祭り
- 八重垣神社祇園祭
- 小高のはだか参り
- 八日市場の盆踊り（千葉県指定無形民俗文化財）
- 仁組獅子舞（千葉県指定無形民俗文化財）

## 文化財

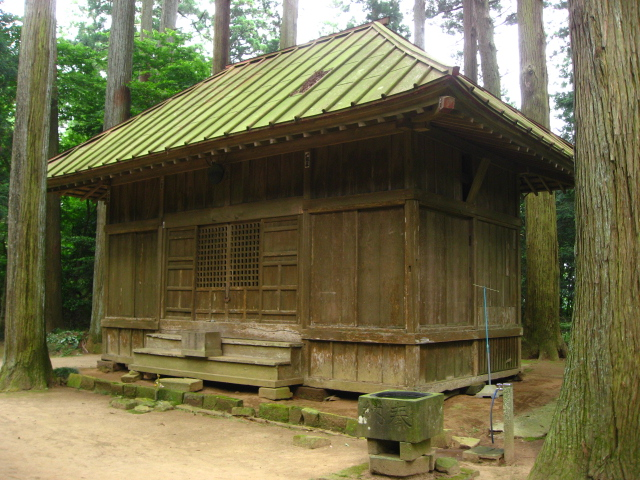
飯高寺題目堂（飯高檀林）

国・県指定および国登録文化財一覧。
| 番号 | 指定・登録 | 類別                     | 名称                                    | 所在地                 | 所有者または管理者               | 指定年月日       | 備考       |
| ---- | ---------- | ------------------------ | --------------------------------------- | ---------------------- | -------------------------------- | ---------------- | ---------- |
| 1    | 国指定     | 重要文化財（建造物）     | 飯高寺（講堂・鐘楼・鼓楼・総門）        | 匝瑳市飯高1781-1他     | 飯高寺                           | 昭和55年5月31日  | 4棟        |
| 2    | 国指定     | 重要文化財（絵画）       | 絹本著色普賢延命像                      | 匝瑳市横須賀1294       | 長徳寺                           | 昭和50年6月12日  | 1幅        |
| 3    | 国指定     | 重要文化財（絵画）       | 絹本著色愛染明王像                      | 匝瑳市横須賀1294       | 長徳寺                           | 昭和50年6月12日  | 1幅        |
| 4    | 国指定     | 重要無形民俗文化財       | 木積の藤箕製作技術                      | 匝瑳市木積             | 木積箕づくり保存会               | 平成21年3月11日  |            |
| 5    | 県指定     | 有形文化財（建造物）     | 飯高神社本殿                            | 匝瑳市飯高475          | 飯高神社                         | 昭和63年3月30日  | 1棟        |
| 6    | 県指定     | 有形文化財（絵画）       | 聖画                                    | 匝瑳市蕪里2742         | 日本ハリストス正教会・須賀正教会 | 昭和49年3月19日  | 10面       |
| 7    | 県指定     | 有形文化財（絵画）       | 絹本著色高野四社明神図                  | 匝瑳市八日市場イ2326   | 福善寺                           | 昭和52年3月8日   | 1幅        |
| 8    | 県指定     | 有形文化財（絵画）       | 絹本著色真言八祖像                      | 匝瑳市八日市場イ2326   | 福善寺                           | 昭和53年2月28日  | 8幅        |
| 9    | 県指定     | 有形文化財（絵画）       | 絹本著色十二天像                        | 匝瑳市八日市場イ2326   | 福善寺                           | 昭和53年2月28日  | 6幅        |
| 10   | 県指定     | 有形文化財（絵画）       | 絹本著色十王図                          | 匝瑳市八日市場ホ2661   | 西光寺                           | 平成7年3月14日   | 10幅       |
| 11   | 県指定     | 有形文化財（絵画）       | 絹本著色阿字観像                        | 匝瑳市貝塚860          | 寳光寺                           | 平成7年3月14日   | 1幅        |
| 12   | 県指定     | 有形文化財（彫刻）       | 木造釈迦涅槃像                          | 匝瑳市八日市場イ2820-1 | 下出羽区                         | 昭和52年3月8日   | 1躯        |
| 13   | 県指定     | 有形文化財（工芸品）     | 梵鐘（文和二年在銘）                    | 匝瑳市宮本256          | 熊野神社                         | 昭和33年4月23日  | 1口        |
| 14   | 県指定     | 有形文化財（古文書）     | 天正検地帳                              | 匝瑳市ほか             | 匝瑳市ほか                       | 昭和57年4月6日   | 18件・71冊 |
| 15   | 県指定     | 有形文化財（考古資料）   | 丸木舟                                  | 匝瑳市八日市場イ2402   | 匝瑳市                           | 昭和32年1月17日  | 1隻        |
| 16   | 県指定     | 有形文化財（考古資料）   | 中台板石塔婆（建長五年在銘）            | 匝瑳市中台388-1        | 中台区                           | 昭和34年4月24日  | 1基        |
| 17   | 県指定     | 無形民俗文化財           | 八日市場の盆踊り                        | 匝瑳市米倉・砂原       | 八日市場盆踊り保存会             | 昭和49年3月19日  |            |
| 18   | 県指定     | 無形民俗文化財           | 仁組獅子舞                              | 匝瑳市栢田             | 仁組獅子舞保存会                 | 昭和59年2月24日  |            |
| 19   | 県指定     | 記念物（史跡）           | 飯高檀林跡・経蔵1棟・題目堂1棟・庫裡1棟 | 匝瑳市飯高1781-1他     | 飯高寺                           | 昭和50年12月12日 |            |
| 20   | 国登録     | 登録有形文化財（建造物） | 坂本総本店店舗                          | 匝瑳市八日市場イ2474   | 坂本総本店                       | 平成11年7月8日   | 1件        |
| 21   | 国登録     | 登録有形文化財（建造物） | 新井時計店                              | 匝瑳市八日市場イ2450   | 個人                             | 平成11年7月8日   | 1件        |
| 22   | 国登録     | 登録有形文化財（建造物） | 鶴泉堂菓子店店舗兼主屋他                | 匝瑳市八日市場イ2871   | 個人                             | 平成21年1月8日   | 2件        |

## 著名な出身者

### 政治・経済・行政
- 加瀬完：元・参議院議員、参議院副議長
- 越川和彦：外交官、国際協力機構副理事長
- 小川晶：弁護士、第19代群馬県前橋市長[11][12]

### 実業家
- 穐田誉輝：エンジェル投資家、くふうカンパニー取締役会長。

### 芸能
- 小林由美子：声優
- 佐久間信子：タレント、ファッションモデル
- 高倉英二：アクション監督
- 地井武男：俳優、タレント
- 原大輔：歌手

### スポーツ
- 飯島滋弥：元・プロ野球選手（大映スターズ他）
- 伊藤翔：プロ野球選手（埼玉西武ライオンズ）
- 宇野勝：元・プロ野球選手（中日ドラゴンズ・千葉ロッテマリーンズ）
- 大川宏：空手家
- 及川雅貴：プロ野球選手（阪神タイガース）
- 宮内春輝：プロ野球選手（北海道日本ハムファイターズ）

### 学術
- 菅治兵衛：作新学校（椿海小学校の前身を創設）、醤油醸造家[13]

### 文化・芸術
- 弘智法印：鎌倉時代の真言宗智山派の僧。日本最古の即身仏として新潟県の西生寺に安置されている
- 鈴木康文：歌人
- 日朗：鎌倉時代の日蓮宗・法華宗の僧。日蓮六老僧の一人

## 備考
- NTT市外局番は0479で、旭市、香取郡多古町、山武市の一部（旧・松尾町域）、山武郡芝山町・横芝光町と同一のエリア（八日市場MA）である。
- 『日本の珍地名』で、難読地名の西の横綱とされる兵庫県宍粟市（しそうし）と、東の横綱とされる匝瑳市との間では、難読市名同士の交流を通じた知名度向上が図られており[14]、ローカルヒーロー（ソーサマン）が、宍粟市のイベントにゲスト参加するなどの活動が行われている[15]。
- 移住・定住促進施策としてお試し住宅の利用を受け付けている[16]。